# هايني مولر (لاعب كرة قاعدة أمريكي)
هايني مولر (بالإنجليزية: Heinie Mueller)‏ هو لاعب كرة قاعدة أمريكي، ولد في 16 سبتمبر 1899 في كريف كوير في الولايات المتحدة، وتوفي في 23 يناير 1975 في دي سوتو في الولايات المتحدة.

## وصلات خارجية
- هايني مولر (لاعب كرة قاعدة أمريكي) على موقعبيزبول رفرنس.كوم (الدوري الرئيسي) (الإنجليزية)